# Amalia Ferraris
Amalia Ferraris (Voghera, 1828. – Firenze, 1º aprile 1904) è stata una danzatrice italiana.

## Biografia
Dopo gli studi prima a Torino e poi alla scuola di ballo dell'Accademia alla Scala, sotto la direzione del grande Carlo Blasis, Amalia Ferraris debutta a Milano ancora ragazzina. Danza anche al Teatro San Carlo di Napoli e poi in tutta Europa. Nel 1848 viene scritturata dall'His Majesty's Theatre di Londra, dove partecipa ad una grandiosa stagione di opera e balletto organizzata in occasione dell'Esposizione universale. Riscuote successi a Londra 1853, Roma 1854 e Vienna 1855. All'Opéra de Paris si esibisce nel 1856. 
Insieme a Carolina Rosati, sua rivale artistica, fu una delle ballerine italiane più note della sua epoca. Nel 1857 si esibisce proprio insieme alla Rosati all'Opéra di Parigi, nel balletto Marco Spada ou La Fille du Bandit di Joseph Mazilier: le cronache dell'epoca riferirono grandi tensioni verificatesi in palcoscenico fra le due dive. 

Vari coreografi crearono per lei ruoli da protagonista quali quello di "Satanella", nell'omonimo balletto, meglio conosciuto come Le Diable Amoureux, (coreografia di Marius Petipa) al Teatro Imperiale Bolshoi Kamenny di San Pietroburgo 1859, e inoltre, in Italia, ne La perla di Normandia, coreografia di Prospero Diani (Teatro della Pergola 1863), Estella (Teatro Apollo, Roma, 1855), coreografia di Emanuele Viotti, La Giocoliera, coreografia di Pasquale Borri, (Teatro Nuovo di Padova 1866). 

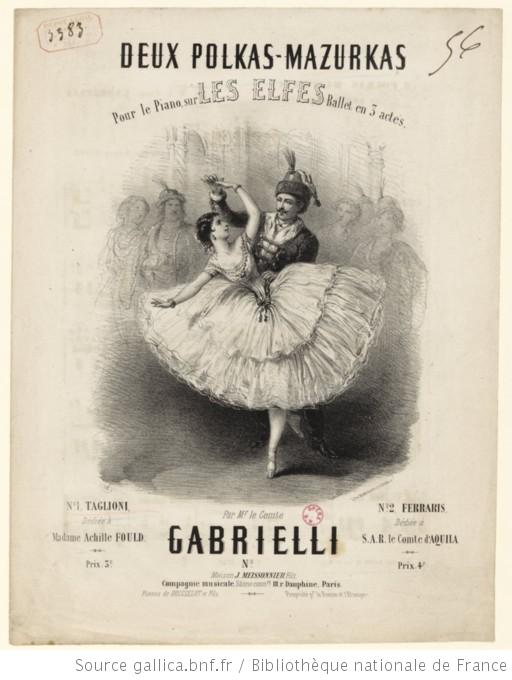
Libretto del balletto Les Elfes, 1856

Altri balletti interpretati: Les Elfes di Joseph Mazilier 1856, Sakountala di Lucien Petipa 1858, L'Etoile de Messine di Pasquale Borri 1861.
Sposata con Giuseppe Torre, poeta e letterato genovese, si ritira dalle scene nel 1869 e si dedica all'insegnamento a Parigi, per tornare poi in Italia a Firenze.
Ballerina di notevole virtuosismo e grande lirismo, di lei scrisse Carlo Blasis, suo maestro: “ Essa studia tutti i segreti dell'arte che perfeziona la natura e che fa sembrare spontaneo ciò che è costato molti sudori”.